# یالیبو
یالیبو یکی از شهرهای استان ارتفاعات جنوبی، واقع در کشور پاپوآ گینه نو است.